# CKY (filmi)
Niz rolkarskih filmov CKY (kratica za Camp Kill Yourself) zajema 4 filme, ki jih je CKY ekipa posnela od leta 1999 do 2002. Prvi film v nizu je Bam Margera posnel, ko je bil sponzoriran prvi podjetju Landspeed, vendar ga je zapustil, ko je izvedel, da ga distibuter Tum Yeto goljufa. Vsebina teh filmov je bila delno rolkarska, delno pa zapoljnjena z vsemi vrstami neumnih skečov. Ker je Margera doma v okolici Philadelphie so vsi rolkarji v tem filmu iz te okolice. Popularnost filmov je rasla z vsakim novim filmom, bila pa je tudi odločilna za nastanek televizijske serije Jackass. Hkrati z mainstream popularnostjo, pa je vedno več rolkarjev začelo prezirati filme CKY in so mnenja, da Margera s svojim početjem škoduje javni podobi rolkanja. Zadnji film je bil delno tudi zbirka najboljših prejšnih posnetkov, samo za 411 pa so zmontirali CKY dokumentarec, ki se je prodajal skupaj s prvimi tremi deli niza. Margera je v intervjuju za revijo Transworld skateboarding povedal, da CKY filmov ne bodo snemali več, ker so ga zasuli s tožbami, v njegovi najnovejši televizijski seriji Viva la Bam pa za to skrbi kar televizijska hiša MTV.

## Seznam filmov
- CKY (1999)
- CKY2K (2000)
- CKY 3 (2001)
- CKY 4 (2002)